# الحملة العباسية على آسيا الصغرى (831)
الحملة العبَّاسِيَّة على آسيا الصُّغرى أو الغزُو الإسلامِيُّ لآسيا الصُّغرى أو الحَملةُ المأمُونيَّة الثانية على الرُّوم (مُنتصف جُمادى الأولى 216 هـ / يُوليو 831 م)، هي حملة عسكريَّة ثانية قادها الخليفةُ العبَّاسِيُّ السَّابع عَبدُ الله المأمُون بنفسه ضد الإمْبَراطُوريَّة البيزَنْطِيَّة، بهدف الانتقام ردًا على قيام الأخيرة بالهُجوم على طرسُوس والمُصيصة وقتل حوالي 1600 من سُكانها المُسلمين، وقيل أنه بسبب رسالة للملك تُوفيل حيث بدأ بذكر اسمه أولًا وبطريقة تُوحي بالاستعلاء على الخليفة. انتهت الحملة بانتصار عبَّاسي كبير، حيث تم حرق ونهب وفتح أكثر من ثلاثين حُصنًا وقلعة.

## المعركة
تتحدث الروايات التاريخية أنه وبعد أن وُرد للمأمُون خبر قيام ملك الرُّوم، بقتل ألف وستمائة من أهل طرسُوس والمصيصة، استشاط غَضَبًا، وقرر العودة بنفسه لتأديب الرُّوم، فسار حتى دخل أراضيهم، وتوغَّل فيها بدءًا من التَّاسِع عَشَر مِن جُمادى الأولى 216 هـ / السَّابِع مِن يوليو 831 م، فأقام إلى الخامِس عَشَر مِن شَعْبان / الثَّلاثُون مِن سَبْتَمْبَر، وقيل كان سبب دخوله إليها، أن ملك الرُّوم توفيل، قد كتب إليه وبدأ بنفسه فلم يُتابع المأمُون قِراءة كِتابه، وكان ذلك يُعد استعلاء على الخليفة.
وعلى أية حال، فقد قرَّرَ المأمُون الخُروج بنفسه، والمسير إليه في حملة عسكريَّة ثانية على رأس الجيش، فلما دخل أرض الرُّوم، أغار على أنطيغوا، وسرعان ما خرج أهلُها على صلح، ثم سار إلى هرقلة، فصالحهُ أهلها، ووجه أخاهُ أبُو إسحاق، فافتتح ثلاثين حصنًا، ومطمورة، كما وجَّه القاضي يحيى بن أكثم من طوانة، فأغار، وقتل، وأحرق، وأصاب سبيًا، ثم سار المأمُون إلى كيسوم، فأقام بها يومين، ثم انتهت الحملة، وعاد إلى دِمَشْق، ولم يلبِث أن ظهر عبدُوس الفهريّ ثائرًا عليهِ في مِصْر، فقرر المأمُون التوجَّه إليها، وذلك في الخامِس عَشَر مِن ذُو الحجَّة 216 هـ / السَّادِس والعُشْرُون مِن يَنايِر 832 م.

### فهرس المنشورات
1. 1 2  الطبري (2004)، ص. 1817.
2. ↑  ابن الأثير (2005)، ص. 942.

### معلومات المنشورات كاملة
الكتب مرتبة حسب تاريخ النشر
- محمد بن جرير الطبري (2004). تاريخ الأمم والملوك، تاريخ الطبري: طبعة مقدم لها بتوضيح في أسانيد الطبري وبيان المؤاخذات عليها، وصححت النسخة على أصح النسخ الموجودة، وخدمت بفهارس للآيات وفهارس للأحاديث، وفهارس للموضوعات. مراجعة: أبو صهيب الكرمي. عَمَّان: بيت الأفكار الدولية. ISBN:978-9957-21-152-3. OCLC:956977290. QID:Q123224476.
- ابن الأثير الجزري (2005)، الكامل في التاريخ، مراجعة: أبو صهيب الكرمي، عَمَّان: بيت الأفكار الدولية، OCLC:122745941، QID:Q123225171